# Burg Veliki Tabor

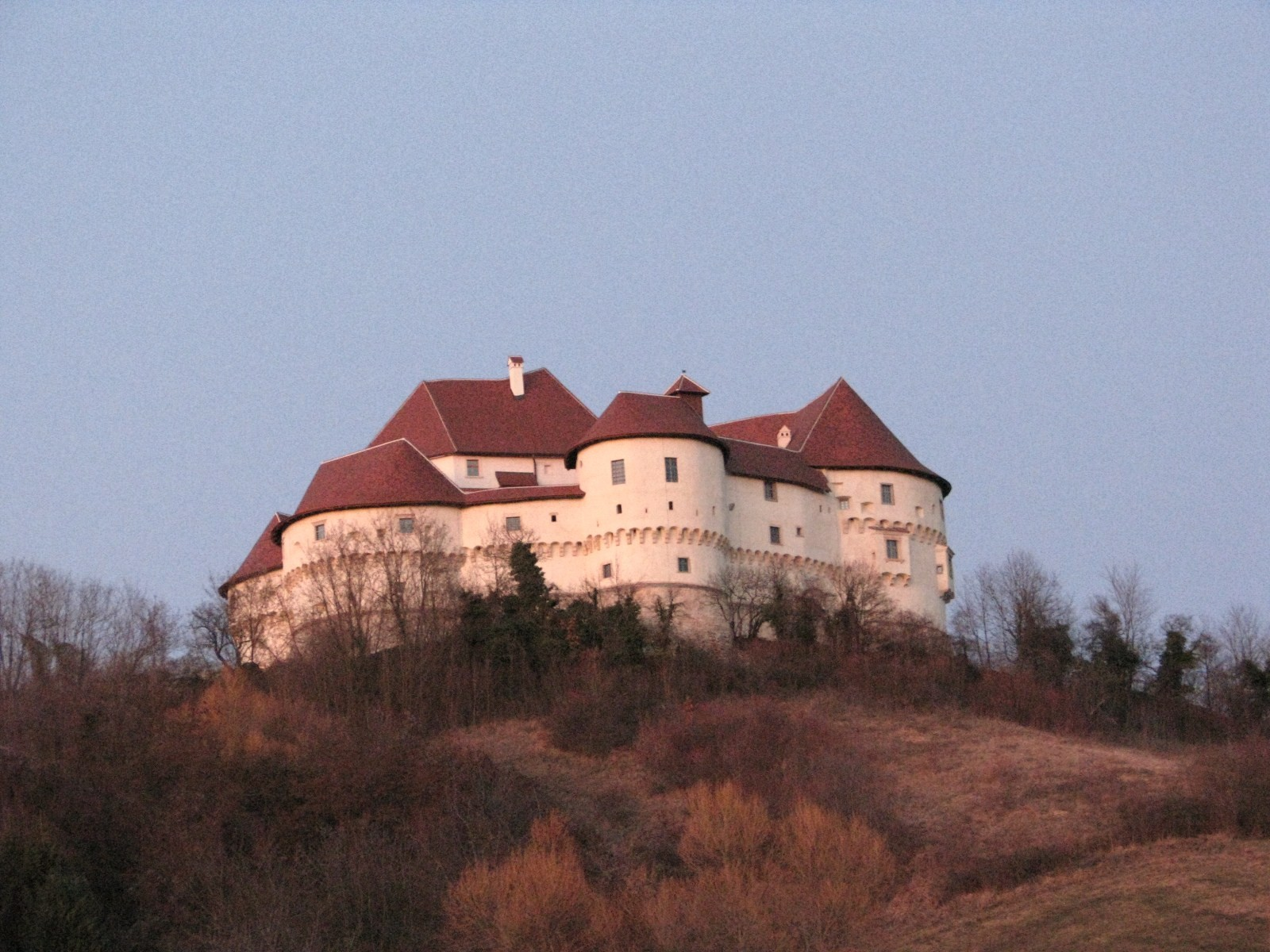
Veliki Tabor

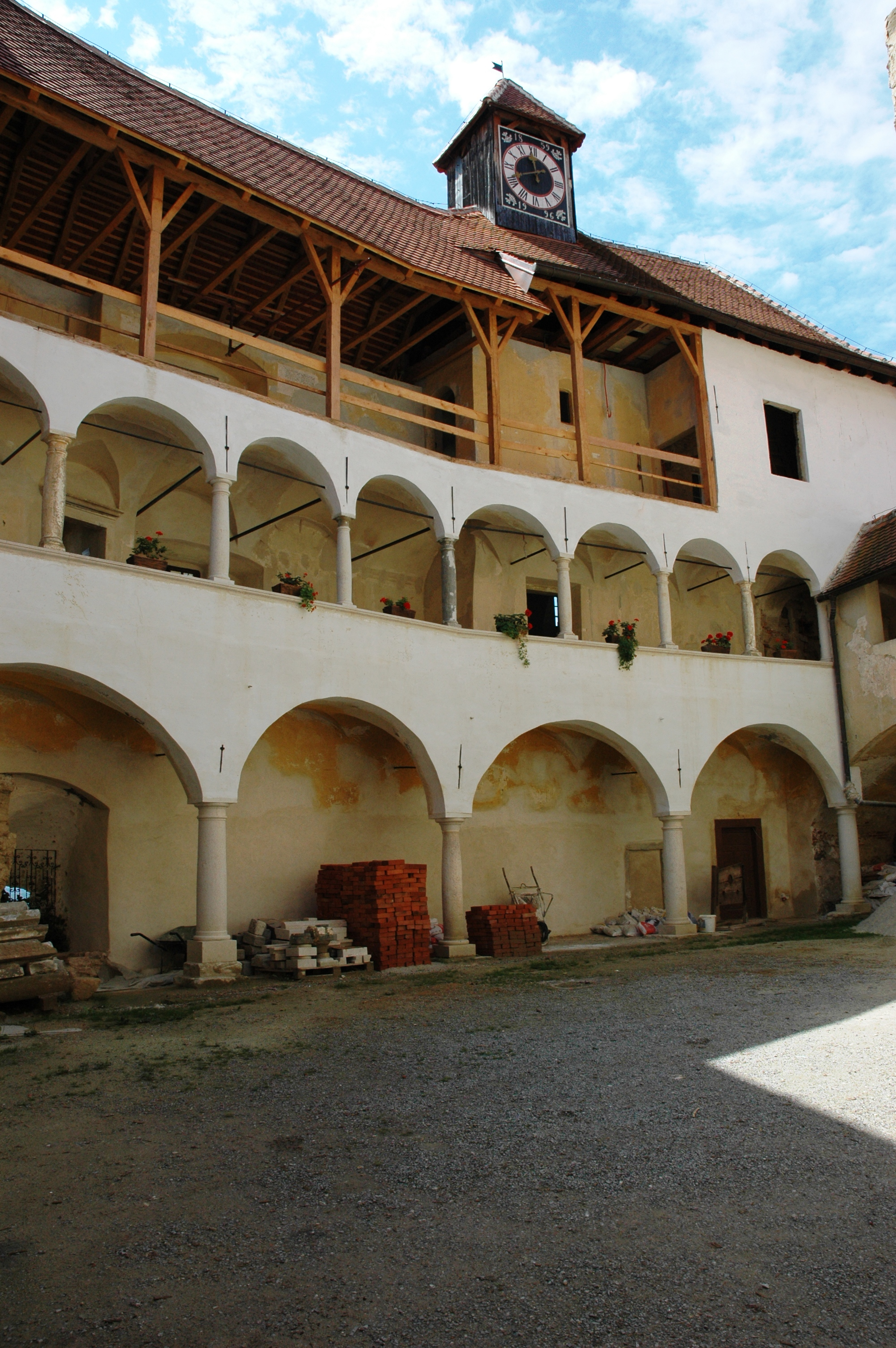
Innenhof der Burg

Die Burg Veliki Tabor (Großer Tabor) befindet sich im Nordwesten Kroatiens nahe dem Ort Desinić.
Die ältesten Teile der Burg stammen aus dem 12. Jahrhundert. Ihr heutiges Aussehen erhielt die Burg im 16. Jahrhundert. Veliki Tabor befindet sich heute in staatlichem Besitz und dient als Museum und Ausflugsziel.
Die Burg steht auf einer 300 m hohen Erhebung in der kroatischen Grenzregion zu Slowenien. Der Bau einer ersten Burg ist nicht belegt. Einige Experten vermuten, dass es bereits im 12. Jahrhundert war.
Als Erbauer der heutigen Burg gilt Graf Friedrich II. v. Cilli (Celje) am Ende des 14., Anfang des 15. Jahrhunderts.
Nach dem Erlöschen der Grafen v. Cilli im Jahr 1456 übernahm der aus Mähren stammende Adelige und im Dienst der Grafen v. Cilli stehende Offizier Jan Vitovec de Greben deren Besitz und somit auch die Burg Veliki Tabor. Bis zu seinem Tod (vermutlich 1468) erweiterte er die Burg.
Im Jahr 1502 kam die Burg in den Besitz der aus Ungarn stammenden Adelsfamilie Rattkay (Ratkaj). Der im Dienste des Herzogs Johann Corvinus v. Slawonien stehende Paul I. v. Rattkay erhielt 1502 für seine Verdienste zahlreiche ungarische und kroatische Besitzungen geschenkt, darunter auch die Burg Veliki Tabor. Für die nächsten fast 300 Jahre blieb die Burg im Besitz der Familie Rattkay.
Sie erweiterten die Burg zunächst zu einer Renaissance-Festung, die damals eine wichtige Schutz- und Trutzfunktion gegen osmanische Einfälle und Angriffe hatte.
Ende des 16. und im 17. Jahrhundert kamen Umbauten im Barockstil hinzu.
Mit dem Tod von Josip Ivan Ratkaj starb die 1687 zu Grafen erhobene Linie Ratkaj-Veliki Tabor 1693 aus und die Burg fiel an das Königreich Ungarn, zu dem dieser Teil Kroatiens damals gehörte.
Bis Anfang des 20. Jahrhunderts wechselten mehrfach die Eigentümer; sie taten wenig zur Erhaltung der Burg.
Im Ersten Weltkrieg nutzte die österreichisch-ungarische Armee die Burg als Kriegsgefangenenlager.
Kroatien und somit auch Veliki Tabor kamen 1918 zu dem neugegründeten Königreich der Serben, Kroaten und Slowenen (seit 1929 Königreich Jugoslawien).
Der junge Staat hatte kein Interesse an der baufälligen Burg. Der kroatische Maler Oton Iveković kaufte sie 1919 bei einer Auktion und unternahm Erhaltungsmaßnahmen.
Iveković musste wegen finanzieller Probleme die Burg an das Königreich Jugoslawien verkaufen, das sie den Nonnen der Barmherzigen Schwestern des Dritten Ordens des Heiligen Franziskus zur Nutzung als Waisenhaus und Hauswirtschaftsschule übergab.
Nach dem Zweiten Weltkrieg mussten die Nonnen 1945 auf Weisung der Regierung der Sozialistischen Föderativen Republik Jugoslawien die Burg verlassen. Veliki Tabor wurde zum Volkseigentum erklärt und in den folgenden Jahrzehnten von der Landwirtschaftsgenossenschaft Desinić u. a. als Lager genutzt.
In dieser Zeit wurden nur gelegentlich Reparaturarbeiten an den Gebäuden durchgeführt.
Heute gehört Veliki Tabor der Republik Kroatien, die die Burg aufwändig restaurieren und sanieren ließ. Seit 2003 wird Veliki Tabor vom kroatischen Museumsverband Muzeji Hrvatskog zagorja verwaltet und betrieben.
Erhalten ist heute die Hauptburg. Von den Wallanlagen und Wehrtürmen der Vorburg sind Mauerreste vorhanden.